# Мюлехорн
Мюлехорн (нем. Mühlehorn) — деревня в Швейцарии. Входит в состав коммуны Гларус-Норд в кантона Гларус. Население составляет 446 человек (на 31 декабря 2006 года).
Упоимнается в 1551 году как Мюлихорн. В 1761 году в деревне была построена церковь.
Ранее Мюлехорн имел статус коммуны (общины). 1 января 2011 года была объединена с общинами Бильтен, Фильцбах, Моллис, Нефельс, Нидерурнен, Оберурнен и Обстальден, образовав новую коммуну Гларус-Норд.